# McLoud (Oklahoma)
McLoud – miejscowość w Stanach Zjednoczonych, w stanie Oklahoma, w hrabstwie Pottawatomie.